# Hamish Gard
Pour les articles homonymes, voir Gard (homonymie).

a Compétitions nationales et continentales officielles uniquement.

Dernière mise à jour le 11 août 2019.
Hamish Gard, né le 21 juin 1985 à Palmerston North, est un joueur néo-zélandais de rugby à XV évoluant au poste de centre (il peut également jouer à l'ouverture). Il joue au sein de l'effectif du Stade rochelais.

## Biographie
Formé à Canterbury, Hamish Gard joue avec cette formation en championnat des provinces appelé la Air New Zealand Cup. Il joue ensuite aux Crusaders en Super 14 avant de rallier les NTT Docomo Red Hurricanes au Japon pour jouer dans la Top League en 2011. En février 2013, il rejoint le Montpellier HR au titre de joker médical, en remplacement de Shontayne Hape qui met un terme à sa saison en raison de commotions cérébrales répétées. Il a rejoint l'équipe du Stade rochelais en décembre 2013 pour pallier l'absence de Gonzalo Canale. En juin 2015 il rejoint le Mitsubishi Dynaboars.